# 高時村
高時村（たかときむら）は、滋賀県伊香郡にあった村。現在の長浜市の北東部、木之本地区の南東部、北陸本線・木ノ本駅の東方一帯、高時川の中流域にあたる。

## 地理

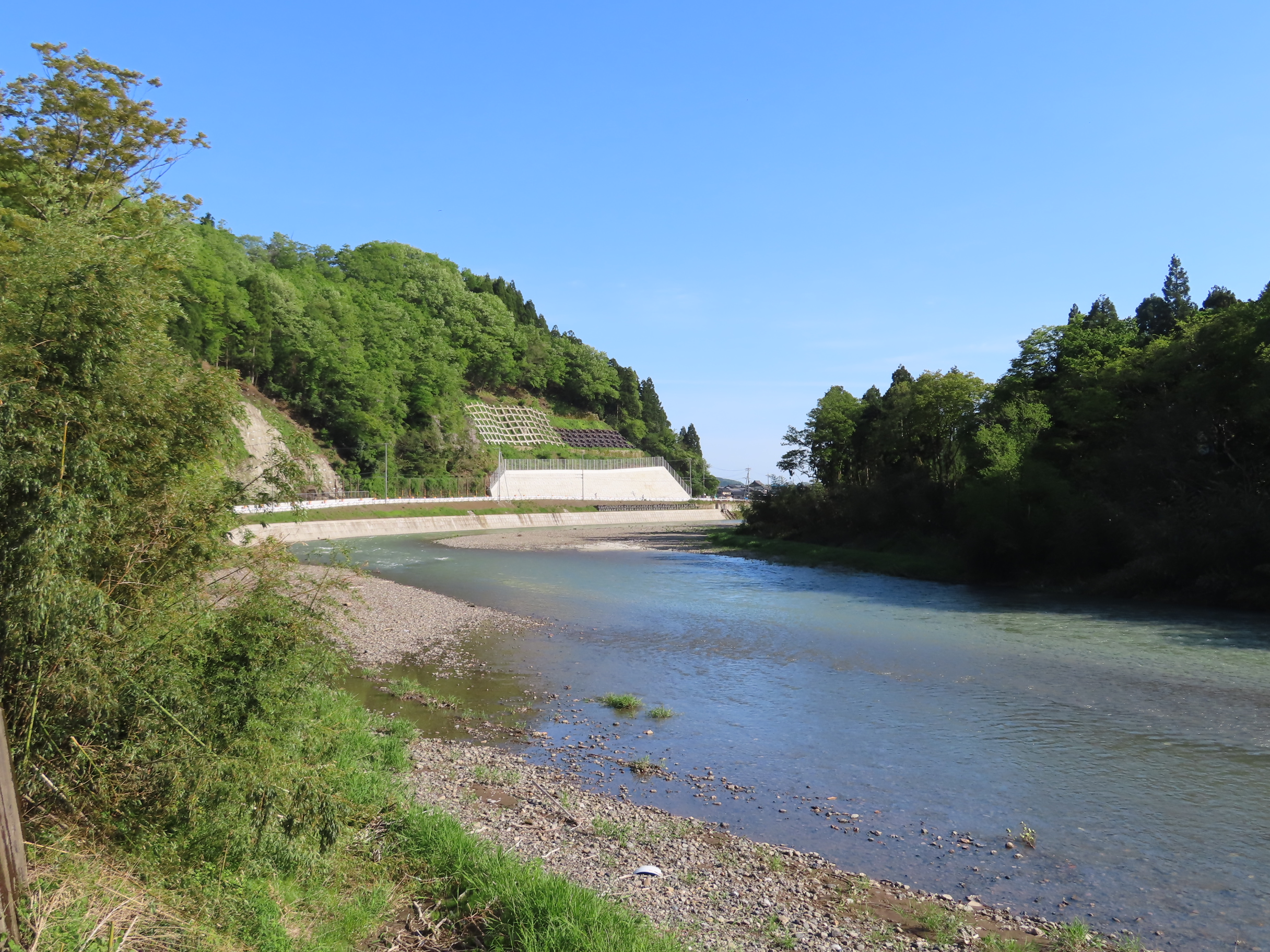
旧高時村付近の高時川

- 河川：高時川、杉野川

## 歴史
- 1889年（明治22年）4月1日 - 町村制の施行により、古橋村・河合村・石道村・小山村・高野村・大見村の区域をもって発足。
- 1954年（昭和29年）4月1日 - 杉野村・木之本町・伊香具村と合併し、改めて木之本町が発足。同日高時村廃止。